# Ezermester (vállalat)
Az Ezermester Kereskedelmi Vállalat (korábbi nevén Ezermester Úttörő és Ifjúsági Kereskedelmi Vállalat) a rendszerváltáskor megszűnt KISZ legnagyobb vállalata volt. Gyurcsány Ferenc érdekkörében végelszámolásra került.

## Székhelye
1072 Budapest, Nyár u. 6.

## Leányvállalatai
Az  anyavállalatba a következő leányvállalatai 1991. december 31-i fordulónappal  beolvadtak: 
- 1. Ezermester Budapesti Kereskedelmi Leányvállalat, Budapest VII., Király u. 15.
- 2. Ezermester Debreceni Kereskedelmi Leányvállalat, Debrecen, Simonyi út 14.
- 3. Ezermester Kaposvári Kereskedelmi Leányvállalat, Kaposvár, Vár u. 13.
- 4. Ezermester Ifjúsági Kölcsönző Leányvállalat, Budapest VIII., Koltói A. u. 31.[1]

## Története
1961-ben alapították Ezermester és Úttörőbolt Vállalat néven. Profilja vegyes iparcikk kis- és nagykereskedelem volt. 1984 és 1991 között budapesti, kaposvári, debreceni székhelyű leányvállalatai működtek. Volt egy budapesti székhelyű országos tevékenységű turisztikai cikk kölcsönző leányvállalata is. 
A leányvállalatok beolvadtak az Ezermester Kereskedelmi Vállalatba.
Számos megyeközpontban voltak üzletei, pl. Győrött.
A magyar sajtó  egy része éveken át a Gyurcsány Ferenc érdekkörében eltűnt KISZ-vagyon részeként említette a vállalatot.

A vállalat  végelszámolásra került, és jogutód nélkül megszűnt. (Adószám: 10010419-2-01
Cégjegyzékszám: 01 01 003309).